# Ampelocissus
Ampelocissus ist eine Pflanzengattung innerhalb der Familie der Weinrebengewächse (Vitaceae). Die 90 bis 95 Arten sind in der Alten Welt und in Zentralamerika weitverbreitet und kommen hauptsächlich in tropischen Gebieten vor.

## Beschreibung

### Erscheinungsbild und Blätter
Bei Ampelocissus-Arten handelt es sich selten um ausdauernde krautige Pflanzen oder meist um wenig bis stärker verholzende Pflanzen, die selten selbständig aufrecht als Sträucher, oder meist kletternd als Lianen wachsen. Sie können immergrün oder laubabwerfend sein. Die gegenüber den Laubblättern, oft in den Achsen der Blütenstände, stehenden Sprossranken sind einfach oder zweigabelig verzweigt.
Es gibt Ampelocissus-Arten mit Heterophyllie. Die wechselständig und zweilig oder spiralig an der Sprossachse angeordneten Laubblätter sind meist in Blattstiel und Blattspreite gegliedert. Je nach Art ist die Blattspreite einfach, drei- bis elfzählig handförmig geteilt, gefiedert oder fußförmig gefiedert. Die Blattabschnitte können gestielt sein. Die Blattflächen sind oft drüsig punktiert. Die Blattnervatur ist meist handnervig oder fiedernervig und es können auch die Netznerven erkennbar sein. Die unauffälligen, dreieckigen Nebenblätter fallen früh ab.

### Blütenstände und Blüten
Die gegenüber den Laubblättern, oft über Blütenstandsschäften stehenden, Blütenstände sind rispig, zymös, kopfig oder zusammengesetzte Dichasien oder Thyrsen und enthalten meist viele Blüten. Es sind Trag- und Deckblätter sowie Blütenstiele vorhanden.
Ampelocissus-Arten sind selten polygam-diözisch, aber meist sind alle Blüten zwittrig. Die relativ kleinen Blüten sind vier- oder fünfzählig und radiärsymmetrisch mit doppelter Blütenhülle. Die vier oder fünf kahlen Kelchblätter sind becherförmig auf meist ihrer gesamten Länge verwachsen und Kelchzähne sind höchstens sehr kurz. Die vier oder fünf freien, ausgebreiteten Kronblätter können am oberen Ende etwas kapuzenförmig sein und fallen einzeln ab. Der gut entwickelte, becherförmige Diskus ist mit der Basis des Fruchtknotens verwachsen und ist einen kantig, oft mit fünf oder zehn Rillen. Es ist nur der innere Staubblattkreis mit vier oder fünf fertilen, gleichen, freien Staubblättern vorhanden. Die zwei Fruchtblätter sind zu einem oberständigen, zweikammerigen Fruchtknoten verwachsen. Je Fruchtknotenkammer sind nur zwei Samenanlagen vorhanden. Die meist kurzen und konischen Griffel besitzen meist etwa zehn Kämme und enden in einer relativ kleinen, nur wenig geweiteten Narbe.

### Früchte und Samen
Die kugeligen oder elliptischen Beeren sind fleischig und enthalten meist nur einen bis vier Samen.
Die Samen sind verkehrt-eiförmig, fast kugelig oder elliptisch-länglich oder abgeflacht kahnförmig. Die Raphe ist im Querschnitt linealisch und die etwas spatelförmigen Chalazaknoten befinden sich in einer flachen Vertiefung oder es ist ein deutlicher Kiel sowie eine Furche vorhanden. Das ölhaltige Endosperm ist im Querschnitt T-förmig. Der gerade Embryo besitzt zwei Keimblätter (Kotyledone). Die Samenschale ist je nach Art unterschiedlich runzelig.

### Chromosomensätze
Die Chromosomenzahl beträgt 2n = 40.

## Systematik und Verbreitung
Die Erstbeschreibung von Ampelocissus erfolgte 1884 durch Jules Émile Planchon in La Vigne Américaine (et la Viticulture en Europe); sa culture, son avenir en Europe; 8, 1, S. 371–372. Typusart ist Ampelocissus latifolia (Roxb.) Planch. Ampelocissus Planch. nom. cons. ist nach den ICBN-Regeln (Vienna ICBN Art. 14.4 & App. III) konserviert gegenüber Botria Lour. nom. rej.
Die Gattung Ampelocissus gehört zur Unterfamilie Vitoideae innerhalb der Familie der Vitaceae.
Das weite natürliche Verbreitungsgebiet der Gattung Ampelocissus umfasst Asien und Australien, tropischen Afrika, Madagaskar, Malesien, Ozeanien und Zentralamerika. In China kommen fünf Arten vor, zwei davon nur dort. In Australien sind nur drei Arten beheimatet.
Es gibt 90 bis 95 Ampelocissus-Arten, hier eine Auswahl:

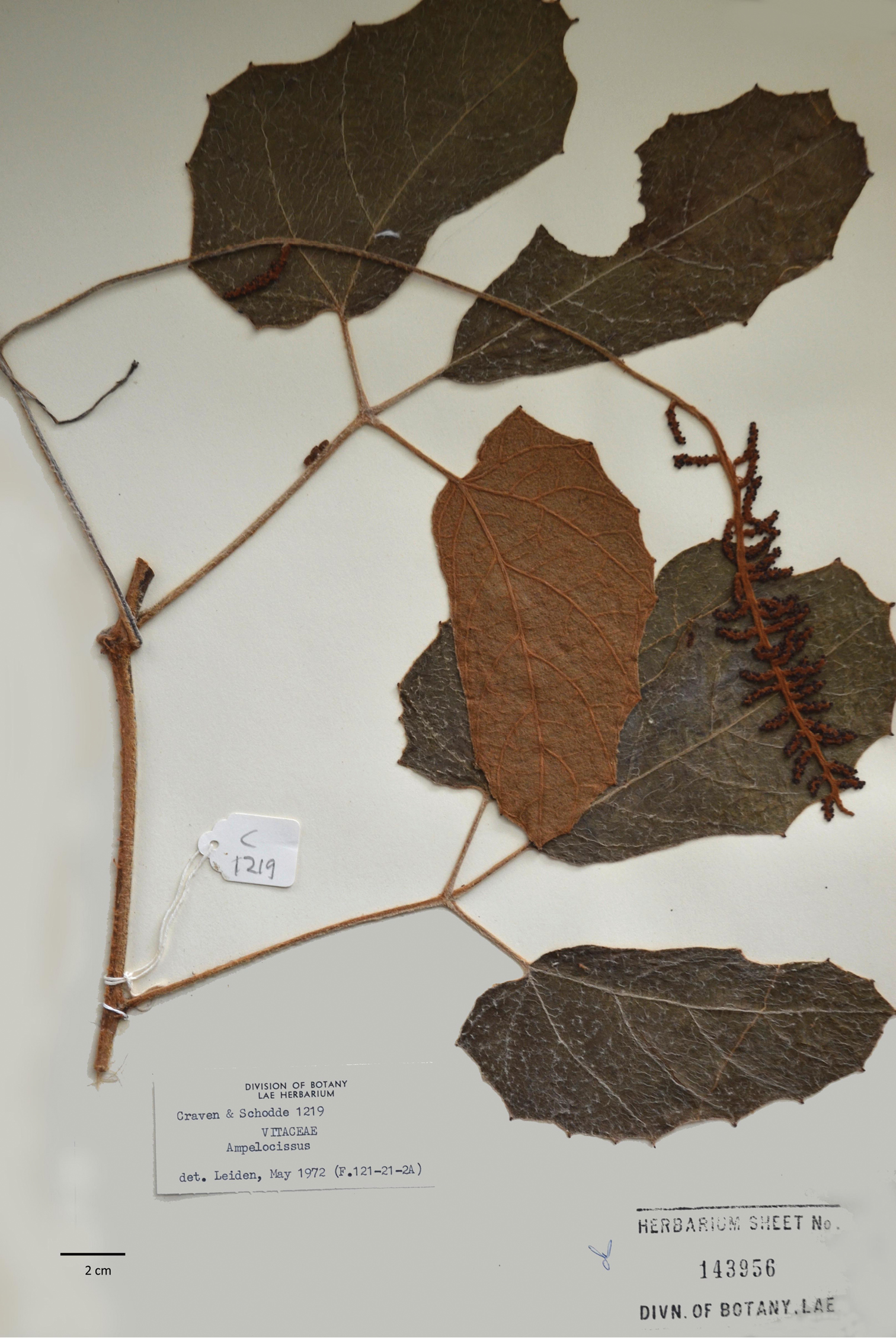
Herbarmaterial (Holotypus) von Ampelocissus asekii

- Ampelocissus acapulcensis (Kunth) Planch.: Sie kommt in Mexiko und in El Salvador vor.[7]
- Ampelocissus acetosa (F.Muell.) Planch.
- Ampelocissus africana (Lour.) Merr. (Syn.: Ampelocissus grantii (Baker) Planch.): Sie kommt in Afrika vor.[7]
- Ampelocissus arachnoidea (Hassk.) Planch.
- Ampelocissus artemisiifolia Planch.: Sie kommt in Sichuan und Yunnan in Höhenlagen zwischen 1600 und 1800 Metern Meereshöhe vor.[2]
- Ampelocissus asekii J.Wen, R.Kiapranis & M.Lovave Jun Wen, Robert Kiapranis, Michael Lovave: Diese Art wurde 2013 für Papua-Neuguinea neu beschrieben.[11]
- Ampelocissus butoensis C.L.Li: Sie kommt in Sichuan in Höhenlagen zwischen 1200 und 1300 Metern Meereshöhe vor.[2]
- Ampelocissus divaricata (Wall. ex M.A.Lawson) Planch.
- Ampelocissus elephantina Planch.[12]
- Ampelocissus frutescens Jackes
- Ampelocissus gardineri (F.M.Bailey) Jackes
- Ampelocissus hoabinhensis C.L.Li: Sie kommt in Nepal, Vietnam und in Yunnan vor.[2]
- Ampelocissus imperialis (Miq.) Planch.: Sie kommt in Sumatra und in Kalimantan vor.
- Ampelocissus latifolia (Roxb.) Planch.: Sie kommt in Pakistan, Indien, Nepal und Bangladesch vor.[7]
- Ampelocissus martini Planch.: Sie kommt in Thailand, Vietnam, Malaysia und auf den Philippinen vor.[7]
- Ampelocissus muelleriana Planch.: Sie kommt nur in Neuguinea vor.[7]
- Ampelocissus multistriata (Baker) Planch.
- Ampelocissus nervosa (M.A.Lawson) Planch.
- Ampelocissus obtusata (Welw. ex Baker) Planch.
- Ampelocissus rugosa (Wall.) Planch.
- Ampelocissus sikkimensis (M.A.Lawson) Planch.: Sie kommt in Indien, Nepal und in Yunnan vor.[2]
- Ampelocissus xizangensis C.L.Li: Sie kommt in Nepal und in Tibet vor.[2]

## Nutzung
Die Früchte von einigen Arten, beispielsweise Ampelocissus africana, werden gegessen.

## Weiterführende Literatur
- Maurizio Rossettoac, Betsy R. Jackesb, Kirsten D. Scotta & Robert J. Henry: Is the genus Cissus (Vitaceae) monophyletic? Evidence from plastid and nuclear ribosomal DNA, In: Systematic Botany, 27, Issue 3, 2002, S. 522–533. online.
- Iju Chen & Steven R. Manchester: Seed morphology of modern and fossil Ampelocissus (Vitaceae) and implications for phytogeography, In: American Journal of Botany, 2007, Volume 94, Issue 9. doi:10.3732/ajb.94.9.1534 Volltext-online.
- J. A. Lombardi: Vitaceae—Gêneros Ampelocissus, Ampelopsis e Cissus, In: Flora Neotropica Monograph, New York Botanical Garden, Bronx, New York, USA, 2000.
- A. Latiff: Studies in Malesian Vitaceae. 12. Taxonomic notes on Cissus, Ampelocissus, Nothocissus and Tetrastigma and other genera. In: Folia Malaysiana, Volume 2, 2001, S. 179–189.